# Litsea globifera
Litsea globifera är en lagerväxtart som beskrevs av André Joseph Guillaume Henri Kostermans. Litsea globifera ingår i släktet Litsea och familjen lagerväxter. Inga underarter finns listade i Catalogue of Life.